# Convenção sobre a Poluição Atmosférica Transfronteiriça a Longa Distância

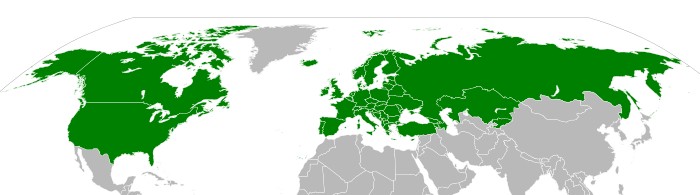
Mapa mostrando os Estados signatários da Convenção sobre a Poluição Atmosférica Transfronteiriça a Longa Distância.

A Convenção sobre a Poluição Atmosférica Transfronteiriça a Longa Distância, geralmente referida pela sua sigla em língua inglesa CLRTAP, é uma convenção internacional, concluída em Genebra a 13 de Novembro de 1979, destinada a proteger o ambiente contra os efeitos negativos da poluição do ar e a prevenir e reduzir gradualmente a degradação da qualidade do ar e os seus efeitos, incluindo a precipitação ácida, a acidificação das massas de água e dos solos e a eutrofização. A Convenção está em vigor, a nível internacional, desde 16 de Março de 1983.
A Convenção tem como signatários a União Europeia, os Estados europeus, incluindo os Estados sucessores da Jugoslávia, os Estados sucessores da União Soviética, os Estados Unidos da América e o Canadá. Ao todo são 51 os Estados parte da Convenção. A Convenção encontra-se depositada junto do secretário-geral das Nações Unidas e o seu secretariado permanente funciona junto da Comissão Económica das Nações Unidas para a Europa (UNECE).
Com base na Convenção inicial já foram assinados oito protocolos adicionais com o seguinte objecto:
- «Protocolo Relativo ao Financiamento a Longo Prazo do Programa Comum de Vigilância Contínua e de Avaliação do Transporte a Longa Distância dos Poluentes Atmosféricos na Europa (EMEP)» (PDF) (assinado em 1984, em vigor desde 1988)
- Redução das emissões de enxofre (1985/1987)
- Redução das emissões de azoto (1988/1991)
- Redução das emissões de compostos orgânicos voláteis (1991/1997)
- Enxofre (novas metas de redução das emissões) (1994/1998)
- Metais pesados (1998/2003)
- Compostos orgânicos persistentes (1998/2003)
- «Protocolo Relativo à Redução da Acidificação, Eutrofização e Ozono Troposférico» (PDF) (1999/2005)

Portugal é parte da Convenção sobre Poluição Atmosférica Transfronteiriça a Longa Distância, tendo a sua adesão sido aprovada pelo Decreto n.º 45/80, de 12 de Junho. Assinou também, em 1 de Dezembro de 1999, em Gotemburgo, o Protocolo à referida Convenção, Relativo à Redução da Acidificação, Eutrofização e Ozono Troposférico, o qual foi aprovado pelo Decreto n.º 20/2004, de 20 de Agosto. O protocolo sobre metais pesados foi aprovado em em 2016.